# 前島康彦
前島 康彦（まえじま やすひこ、1910年9月26日 - 1988年12月10日）は日本の造園家。造園史家。農学博士。

## 人物
東京に野尻爻六・すね夫妻のもとに生まれる。豊山中学校を卒業し、國學院高等師範部に進学し、渡辺世祐、高柳光寿の指導を受け、1931年に卒業。博文館に勤めた後、東京市に任用になり、井下清課長のもとで公園行政ともっぱら公園機関紙の編集に関わる。
1970年、第1回日本公園緑地協会北村賞受賞。1983年に「宗教緑地論 : 社寺境内地の歴史的評価と公園緑地政策におけるその役割」により、東京農業大学から農学博士の学位を授与される。
おもな著書に東京公園文庫シリーズがある。